# Mulltimmerhytta
Mulltimmerhytta är en konstruktion för smältning av järn ur malm. Det är en äldre typ av masugn vars centrala delar, kallad pipan, är uppförda av eldhärdig sten. Den övre delen är utvändigt klädd i timmer och värmeisolerad med mull (jord, sand och sten), därav namnet. Den nedre delen är byggd av kallmurad natursten. 
Masugnstypen infördes till Sverige från Tyskland under 1600-talet. Konstruktionen kunde förbättras under 1700- och 1800-talen, men trängdes undan av järnverken i slutet av 1800-talet. Under 1900-talets första del lades de sista mulltimmerhyttorna ned.

## Uppbyggnad
Hjärtat i en mulltimmerhytta eller mulltimmermasugn är pipan, en med eldfast tegel uppmurat skorsten, i vilken själva smältningsprocessen försiggår. Pipan omges av sten, jord, sand och/eller mull som fungerar som värmeisolering. Det var just mull och den utvändiga timmerbeklädnaden, som gav namnet ”mulltimmermasugn”. Mellan mull och pipan finns en stödmur med en sandfyllning mellan stödmur och pipan. Ytterväggen består i nedre delen (undervåningen)  av kallmurat natursten och den övre delen (övervåningen) av en timring. Kring pipans övre del finne en arbetsplattform kallad ”masugnskransen”, här finns ”uppsättningsmålet” (öppningen får påfyllning). Pipans nedre, avsmalnande del kallas ”stället” (smältrummet där det nedrinnande, smälta järnet samlas). Pipans botten kallas ”ställbotten”. I den nedre stensatta delen finns två öppningar.  Den ena kallas ”blästerbröst” (alternativt formbröst eller forma), där en bälg blåser i luft i pipans nedre del, den andra kallas ”utslagsbröst” för utslag av flytande slagg och smält järn till tackjärnsbädden. Hela anordningen täcktes med ett brandsäkert tak som väderskydd. Att bygga en mulltimmerhytta var relativt billig och lätt och därför omtyckt av bergsmännen.

## Masugnens viktiga delar

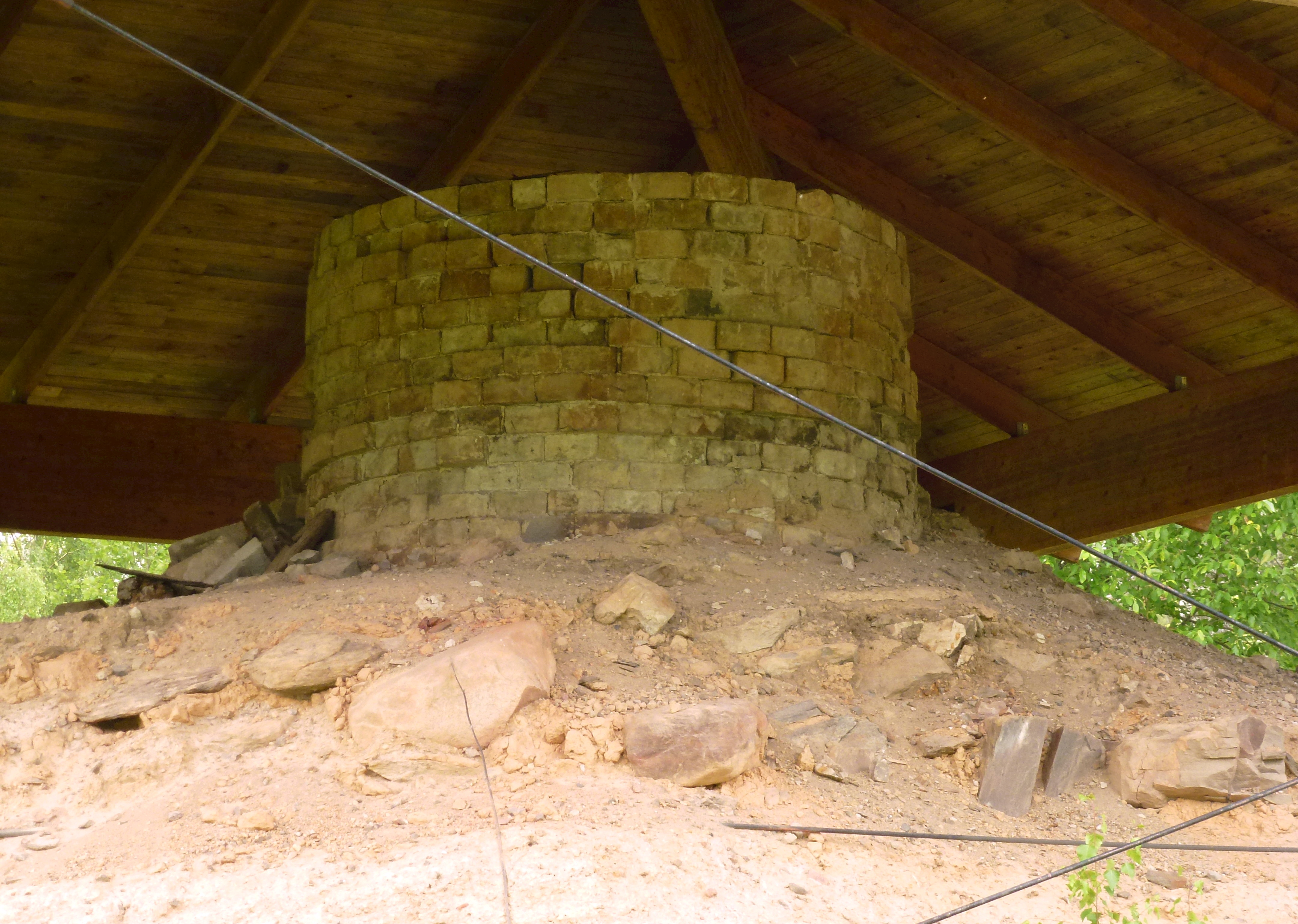
Masugnspipan under nutida skyddstak på Västansjö hytta
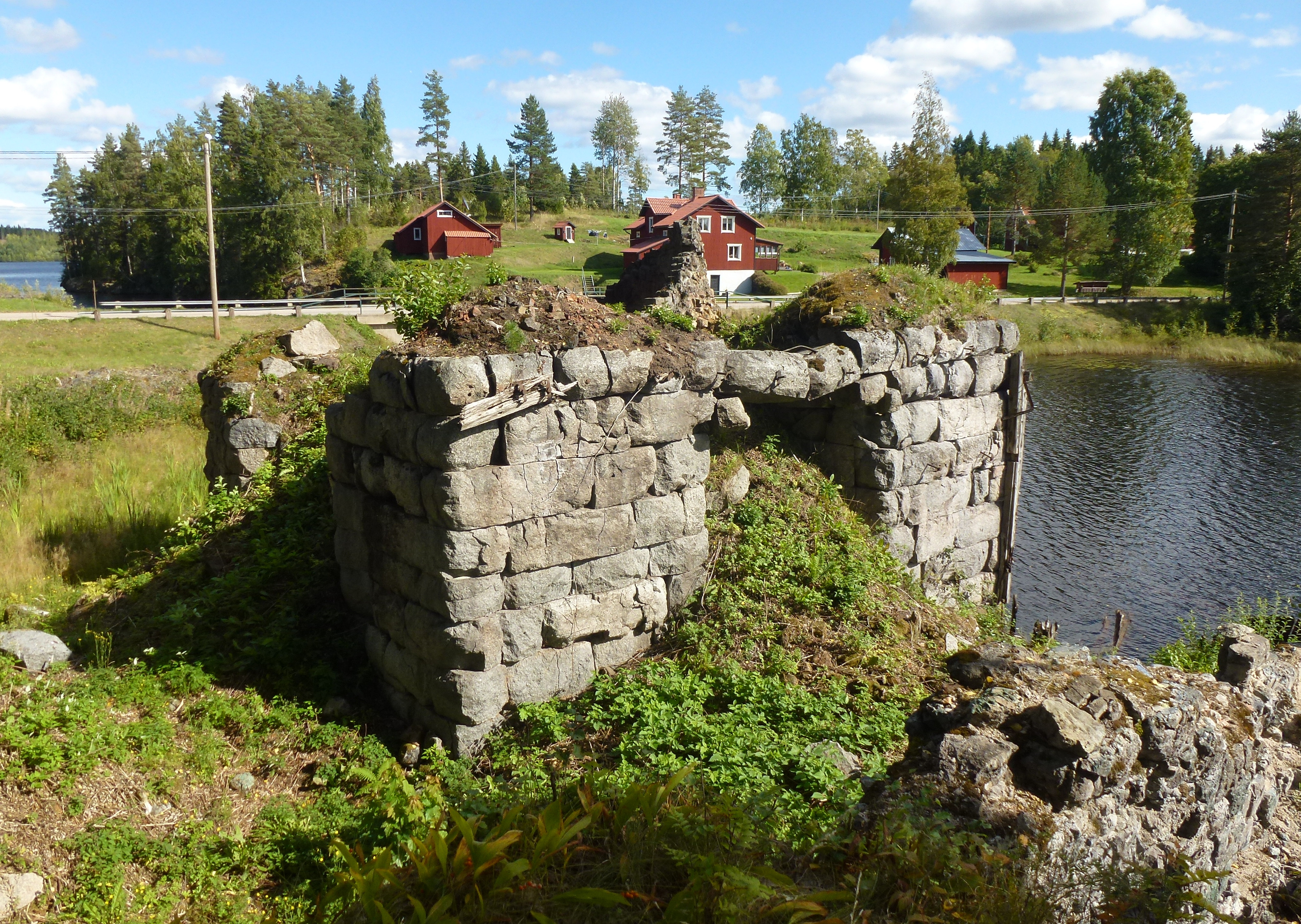
Stenfundamentet på Norhyttan
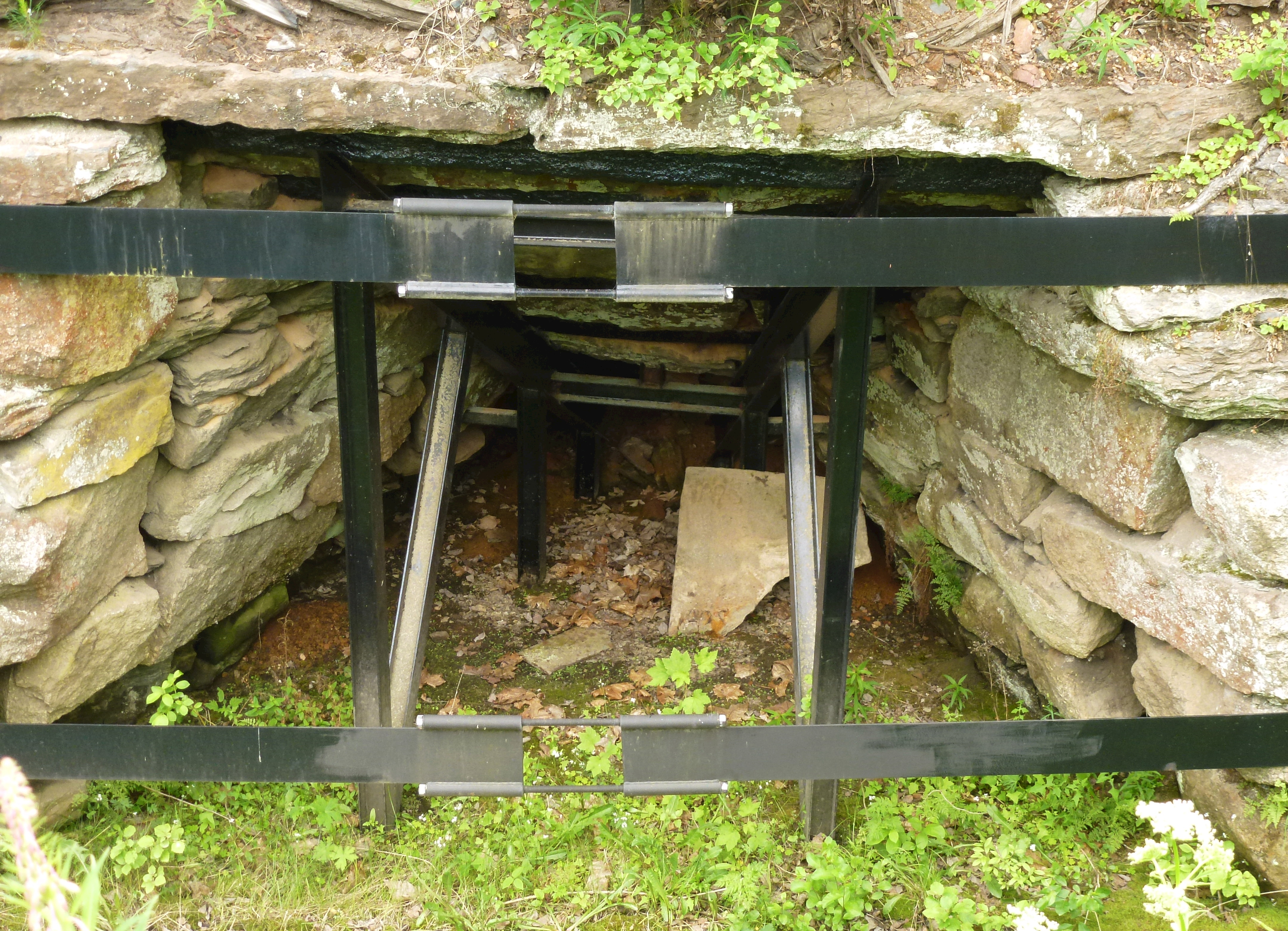
Utslagsbröstet med nutida stagning på Västansjö hytta
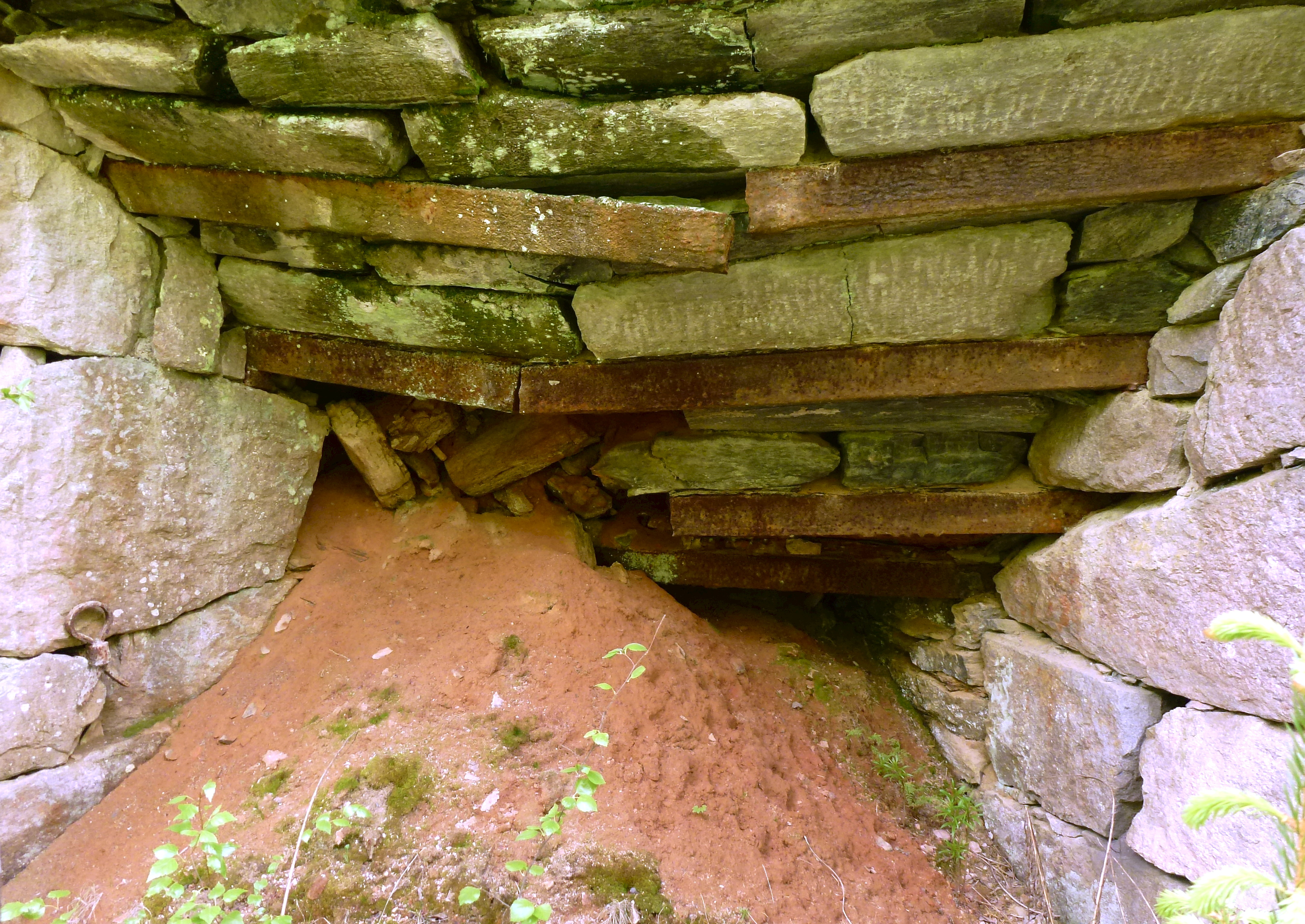
Rasat blästerbröst på Nya Prästhyttan

## Funktion

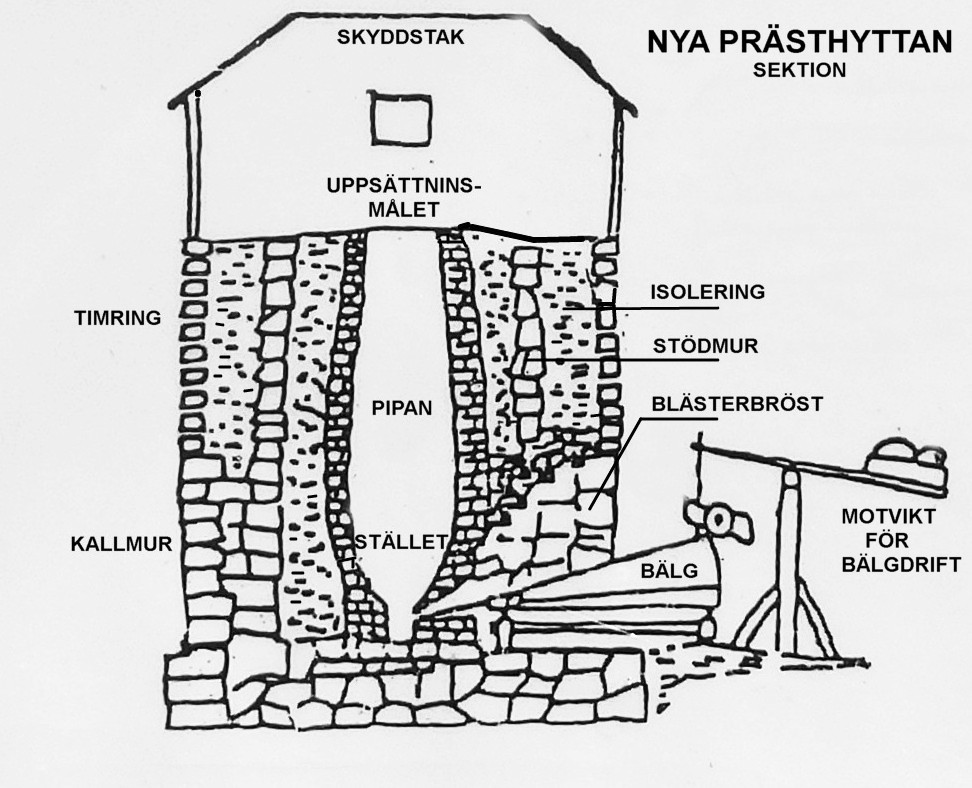
Sektion genom Nya Prästhyttan, 1830-tal.

Viktig för driften av en mulltimmermasugn var utöver malmen tillgång till träkol samt vattenkraft som drev bälgen för inblåsning av luft i ugnen. Därför uppfördes de gamla svenska hyttanläggningar gärna i närheten av ett vattendrag och i skogrika områden. Brist på vattenkraft och kolförsörjning påverkade hyttans drifttider och lönsamhet. Hela processen kallades även för blåsning.
Innan man kunde köra en blåsningsperiod (även kallad kampanj) fick man elda med ved i pipan för att få upp temperaturen och torka isoleringen. Efter ungefär två veckor kunde man byta veden mot träkol som fick brinna i ett dygn innan det var dags att fylla på den första sättningen. En sats (sättning) bestående av ett skikt malm och ett skikt träkol släpptes omväxlande ner i pipan genom det så kallade uppsättningsmålet. Ibland tillsattes även kalkstenen som fungerade som flussmedel för att få lämplig konsistens på slaggen. Sättningen i masugnspipan gjordes efter hand i takt med att materialet sjönk ihop. Uppsättningsmålet hölls stängt mellan påfyllningarna, så att masugnsgasen kunde tillvaratas som bränsle för förvärmningen av blästerluften. I äldre konstruktioner fick gasen brinna fritt genom öppningen i taket. 
Luft, tillförd under tryck (så kallad bläster) var nödvändig för att träkolsförbränningen skulle ge tillräckligt höga temperaturer. Rent, flytande järn uppstår vid 1528 grader, en temperatur som inte kan uppnås i en mulltimmermasugn. Järn som har högre kolhalt har dock en lägre smälttemperatur som ligger vid 1100-1200 grader. Järnet måste därför  ”kolas upp” vilket sker långt ner i masugnspipans avsmalning. Vid smältning av malm tar järnet upp ca 4 % kol, varigenom smältpunkten för tackjärnet sänks till just 1100-1200 grader.

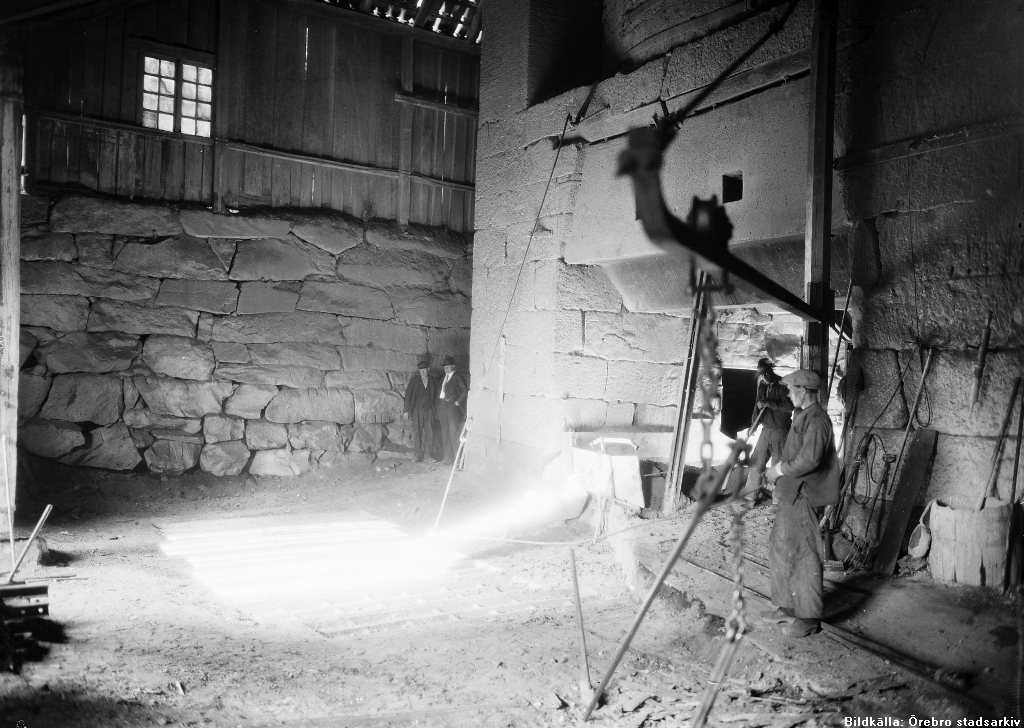
Utslag i Järnboås hytta. Flytande järn rinner ut i tackjärnsbädden

Efter cirka 24 timmar har malmen separeras i järn och slagg och finns i smältrummet i pipans botten.  Har det bildats en tillräcklig mängd smält järn i botten är det dags för ett utslag
Då öppnas sidan i utslagsbröstet så högt upp att bara slaggen, som flyter ovanpå järnet, kan rinna ut. När slaggen avlägsnats öppnas hela öppningen och järnet kan rinna ut. Det flytande järnet fylldes i tackor och användes som tackjärn för vidare förädling. Även slaggen användes, den göts i formar i olika format och blev till slaggsten som användes vid husbygge.

## Bevarade eller delvis bevarade mulltimmerhyttor (urval)
I alfabetisk ordning
- Engelsberg (världsarv, nedlagd 1919)
- Gysinge (ruin)
- Landforsens hytta (nedlagd 1840-talet)
- Långshyttan (nedlagd 1861)
- Norhyttan (nedlagd 1909)
- Norns bruk (nedlagd 1916)
- Nya Prästhyttan (nedlagd 1853)
- Rosfors bruk (rekonstruerad övre del efter en brand)
- Silvhytteås hytta (ruin)
- Tanså hytta (nedlagd 1867, restaurerad 1997, museum)
- Trehörnings masugn (nedlagd 1889)
- Flatenbergs hytta före ombyggnad 1865 (nedlagd 1918)
- Västansjöhyttan (nedlagd 1885)

## Bilder (urval)

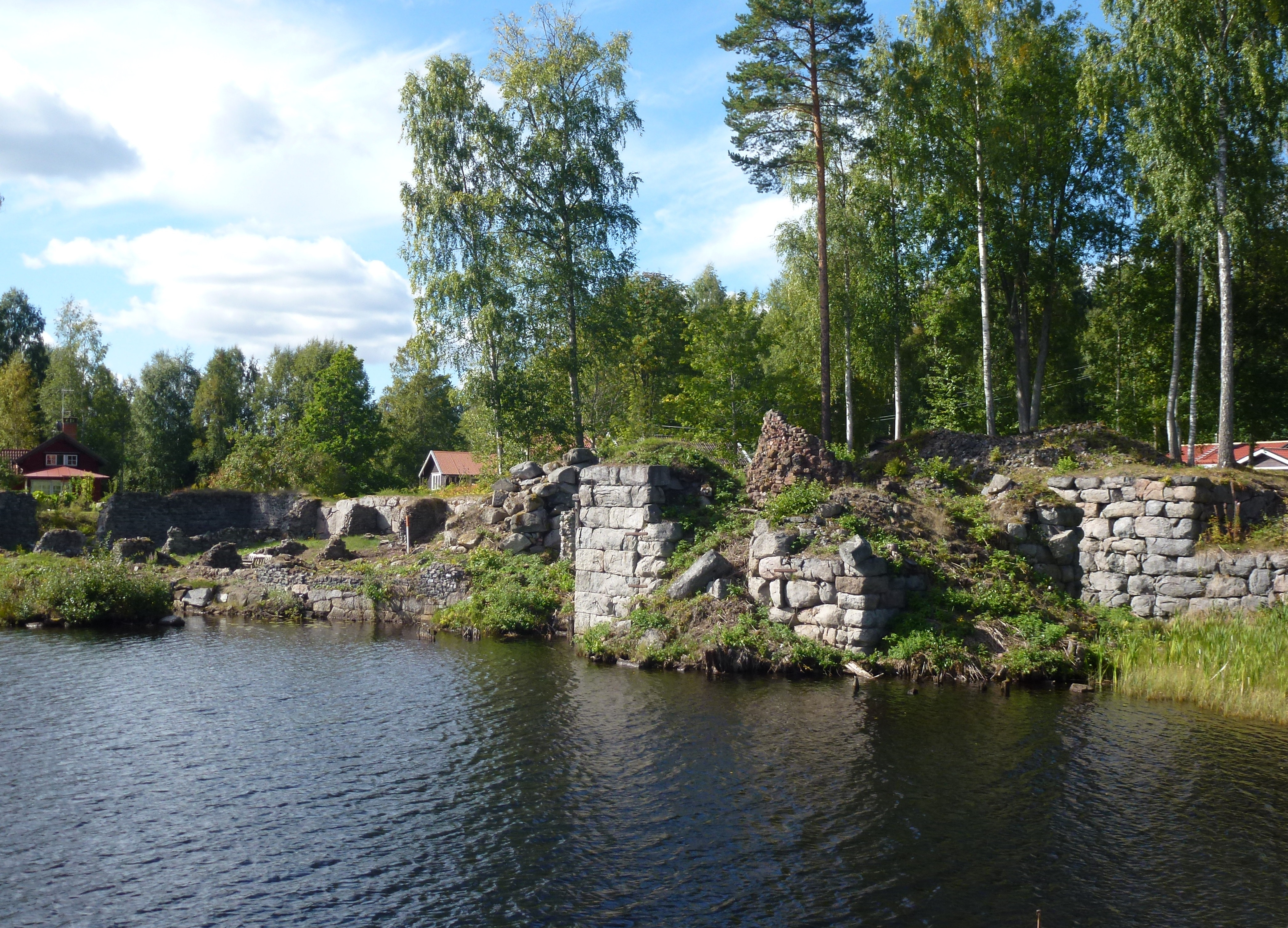
Norhyttan.
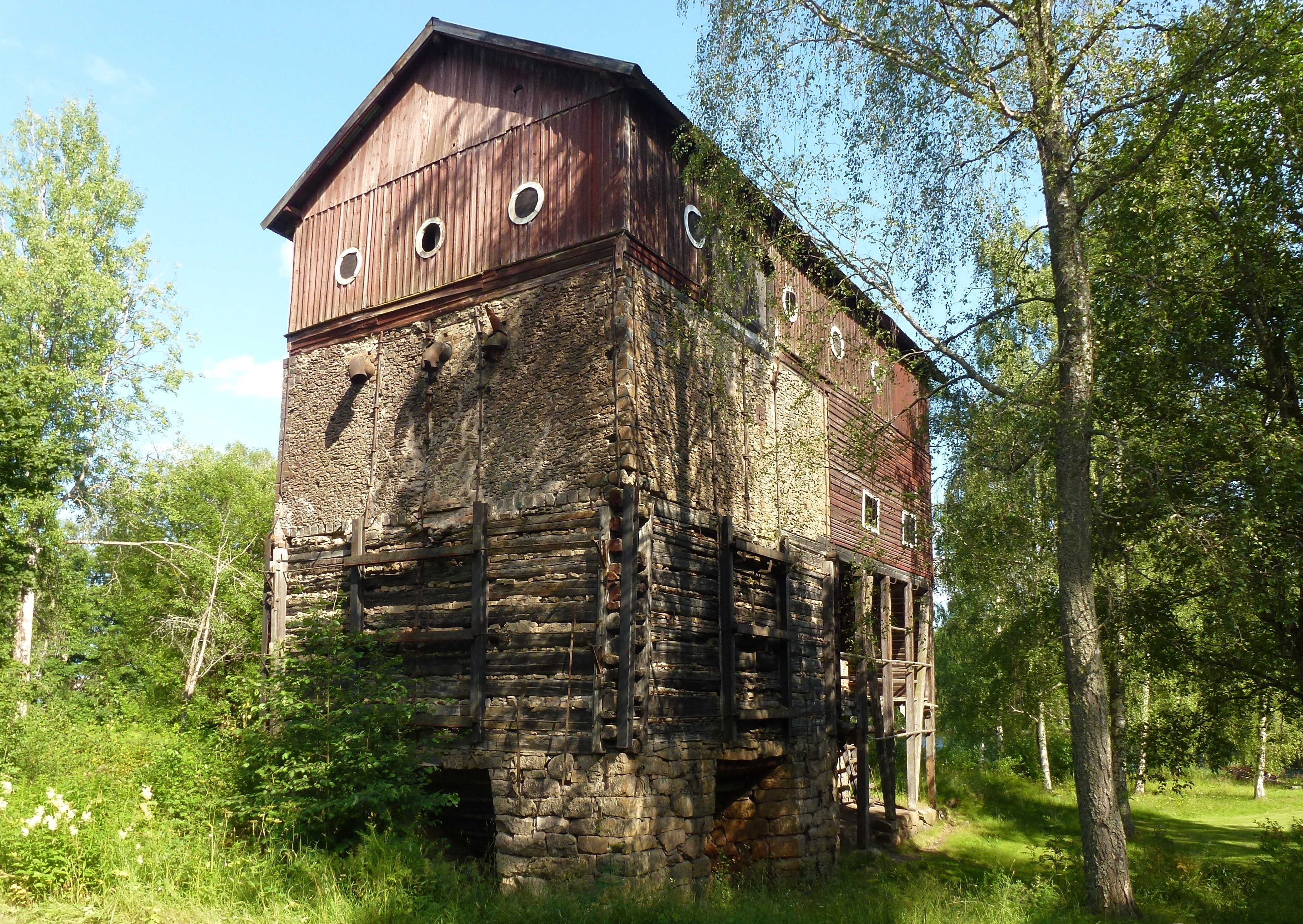
Norns bruk.
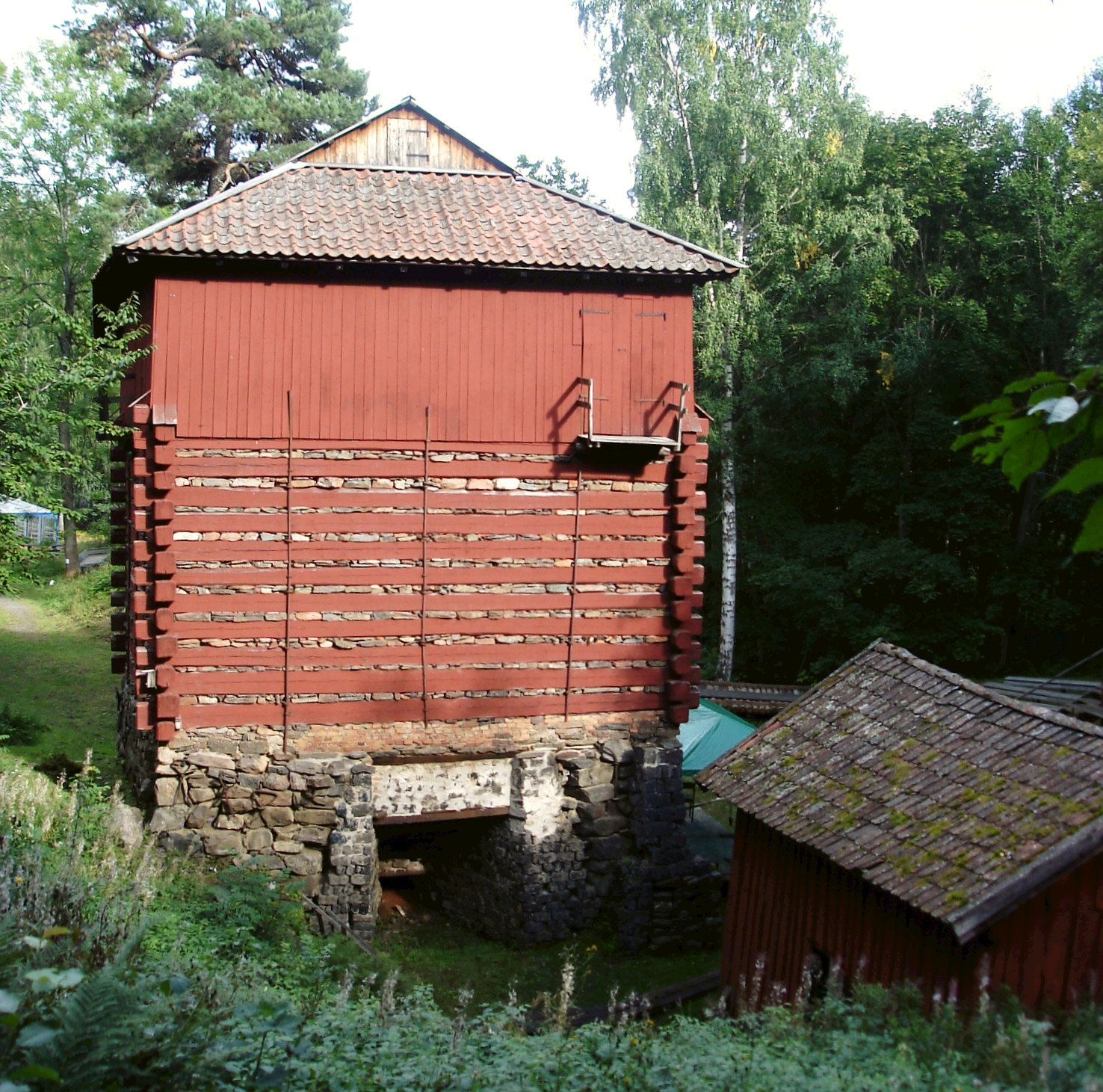
Trehörnings masugn.
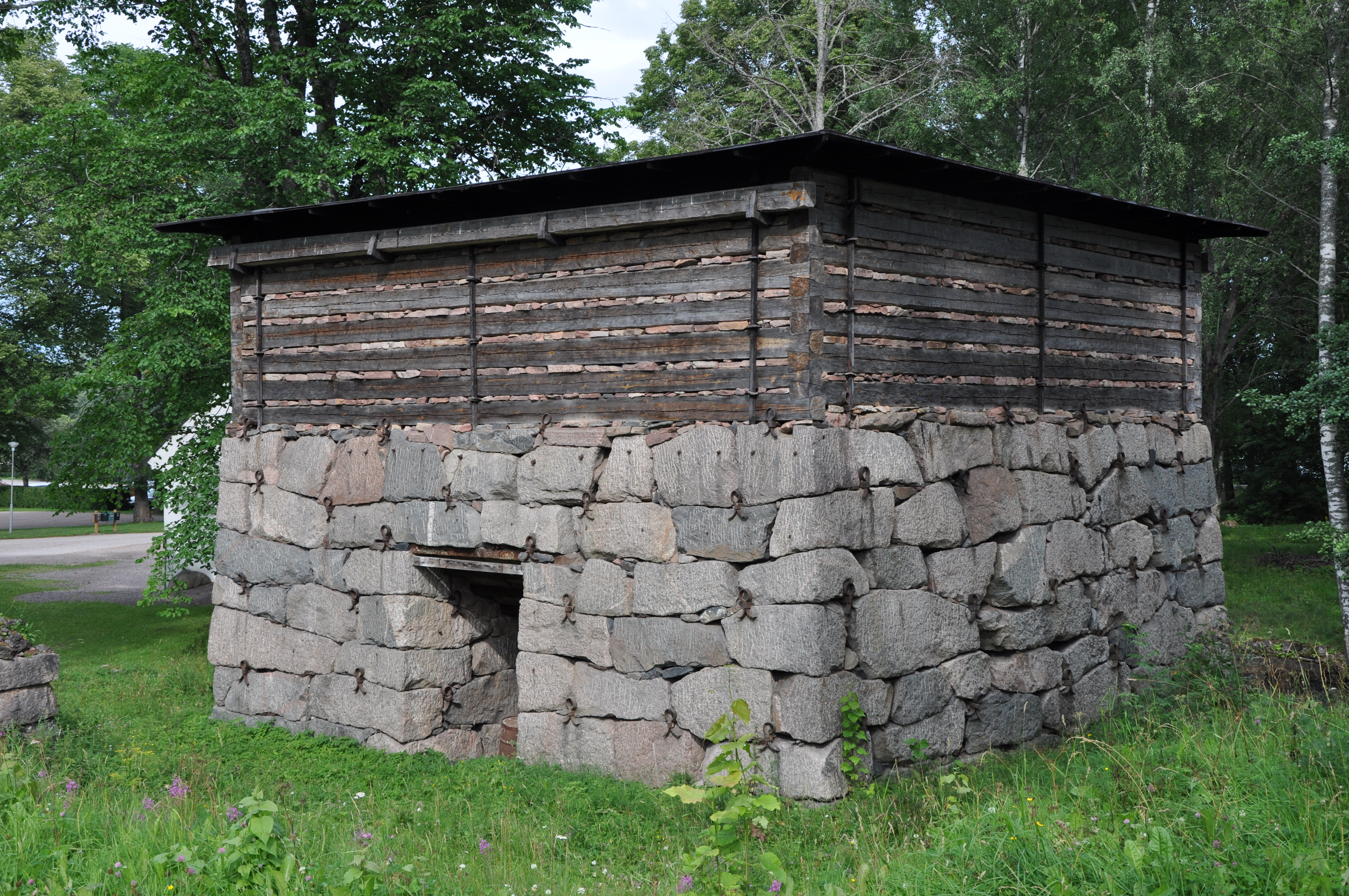
Gysinge hytta.
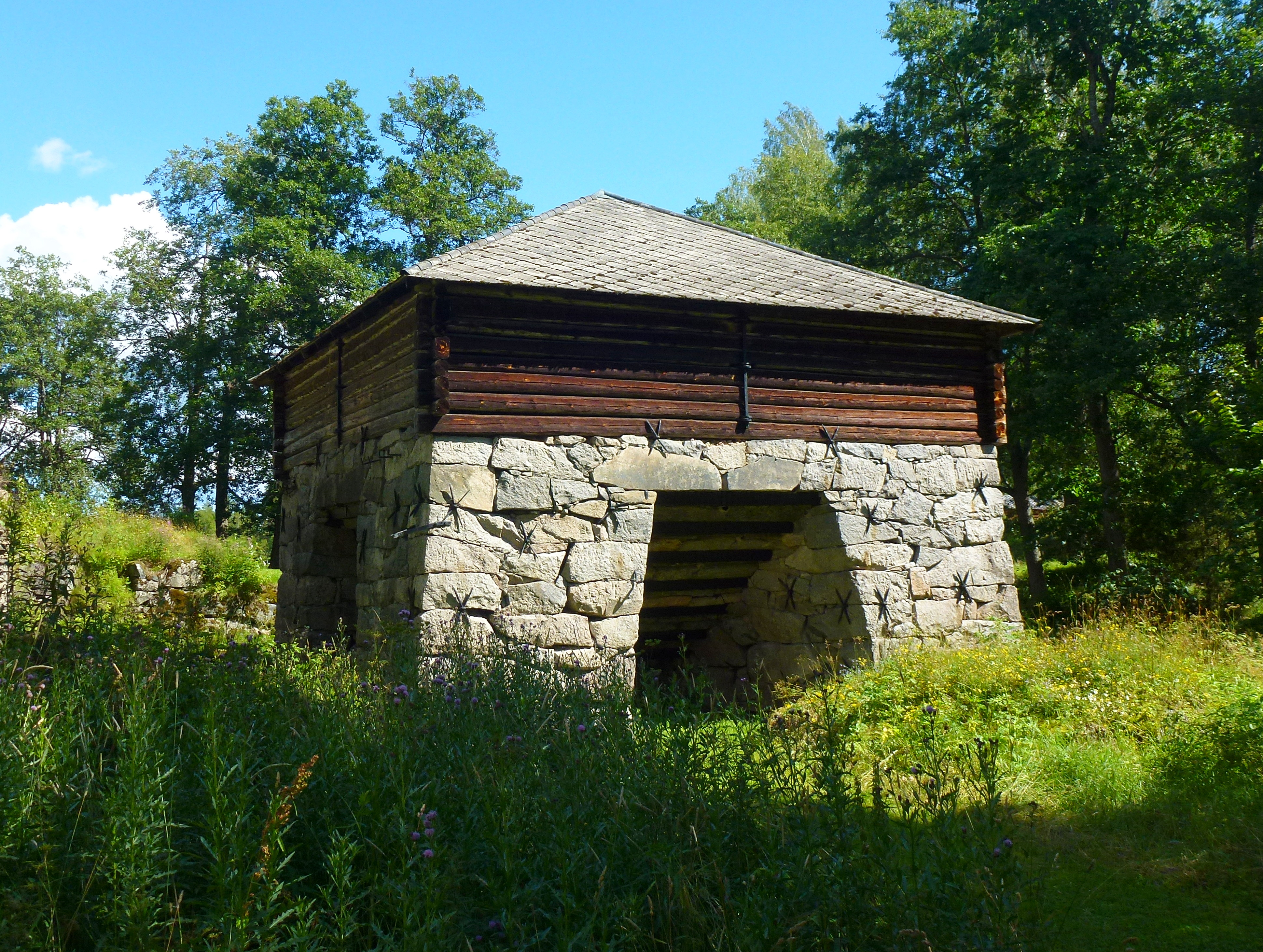
Silfhytteå bruk.
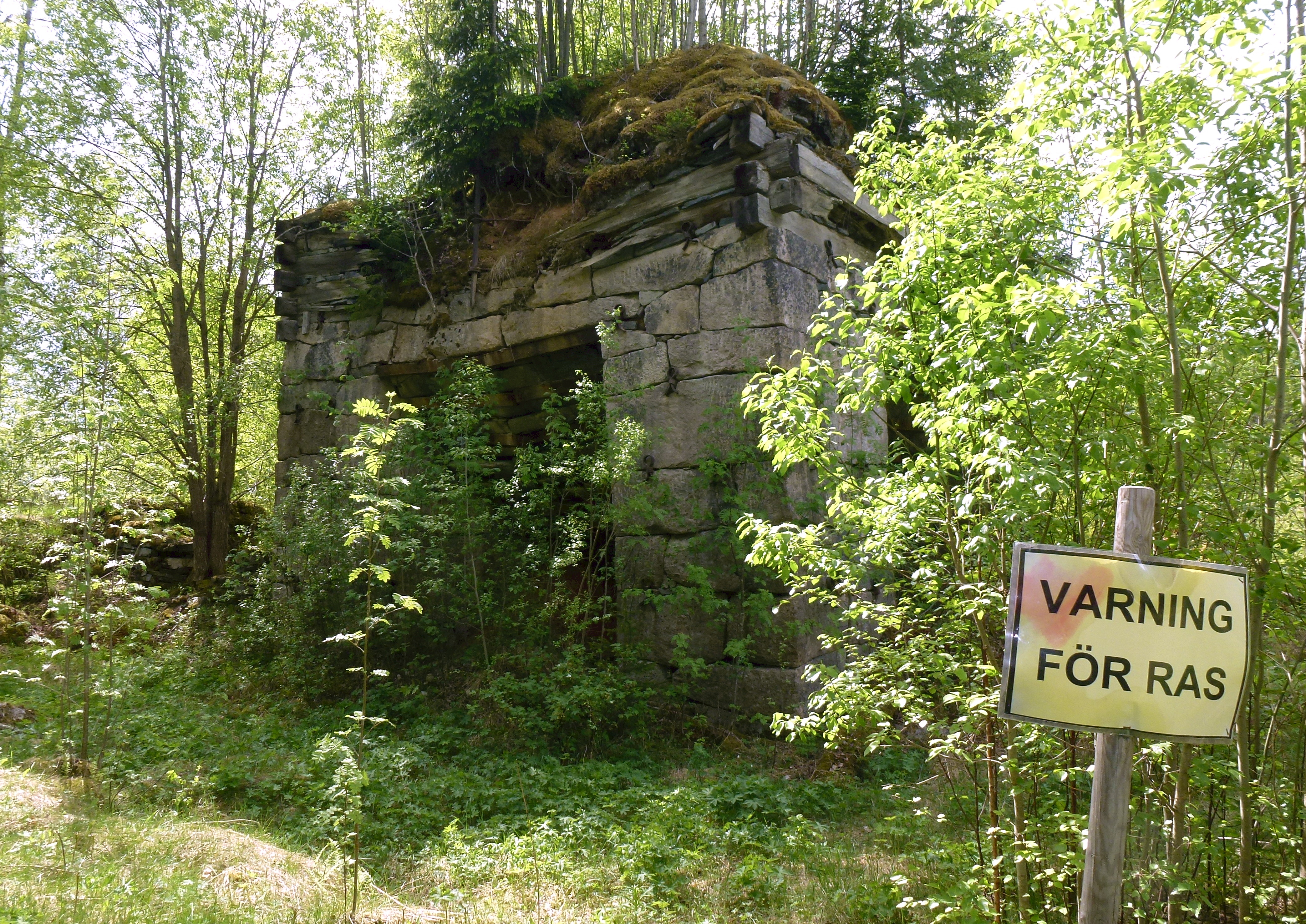
Nya Prästhyttan.
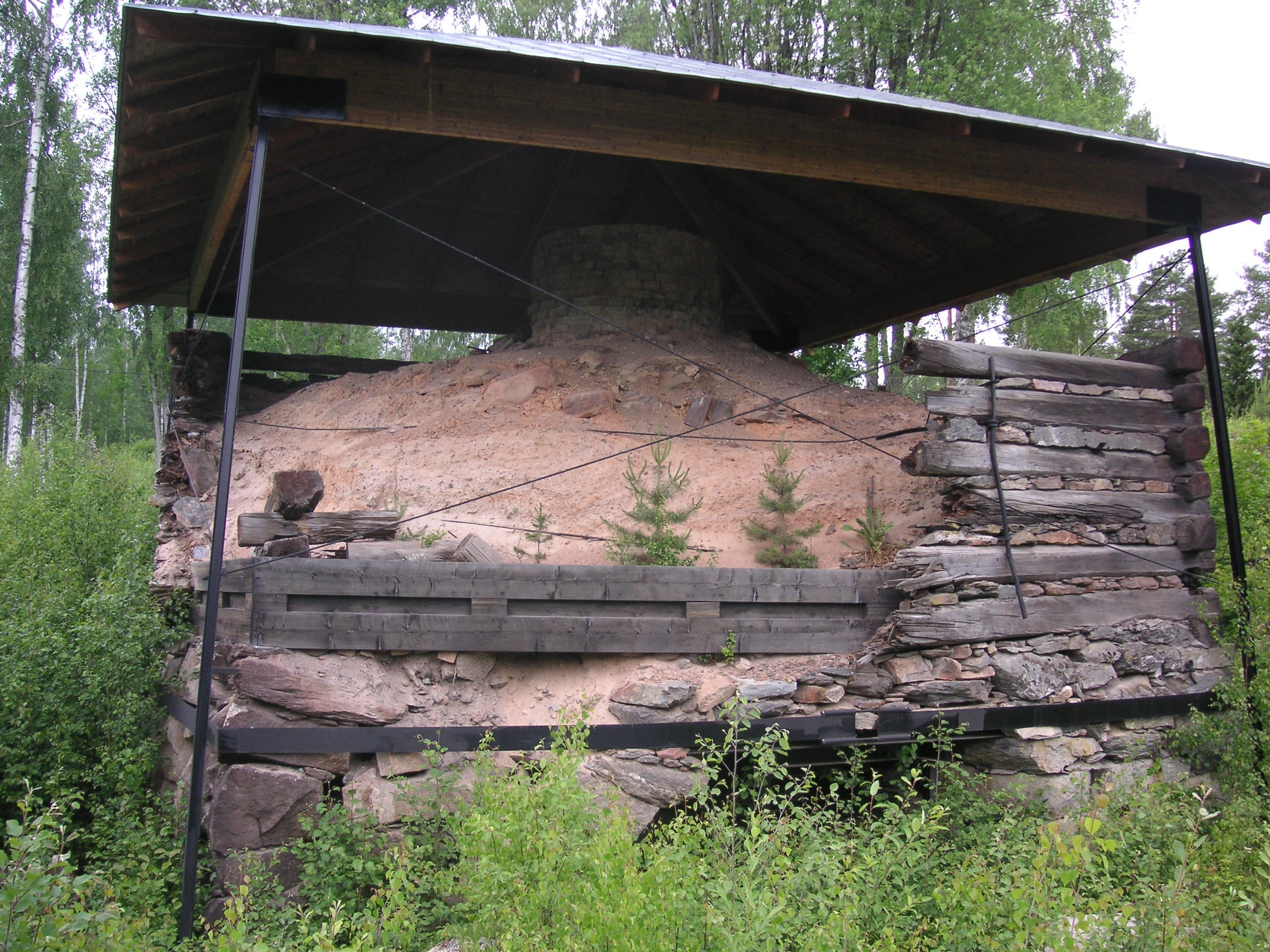
Västansjöhyttan.
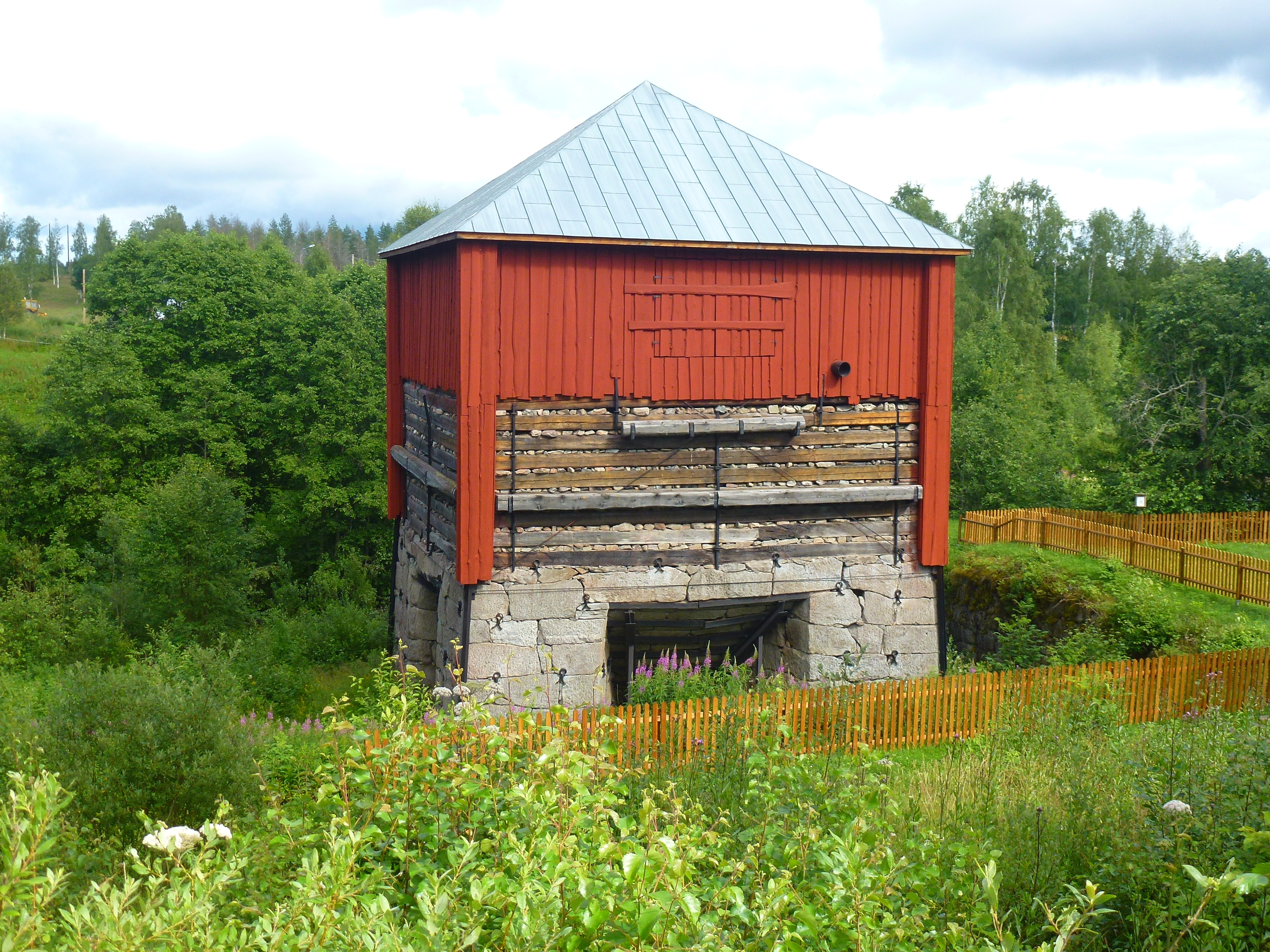
Tanså hytta.